# VisiWin
VisiWin ist ein Prozessvisualisierungssystem des Herstellers INOSOFT GmbH aus Hiddenhausen in Ostwestfalen-Lippe. Es wird in industrieller Umgebung als maschinennahes HMI System und als SCADA Software eingesetzt.
Alle typischen Funktionsmerkmale dieser Art von Software werden unterstützt (Prozessanbindung, Sprachumschaltung, Alarme, Trends, Benutzerverwaltung, Logbuch, …).
Die Produktfamilie VisiWin wird in Deutschland seit 1995 vermarktet, die aktuelle Variante VisiWin 7 ist seit 2010 erhältlich und wurde seitdem stark erweitert.
In einer aktuellen Vergleichsstudie des Fraunhofer IAO wurde VisiWin neben mehreren Produkten aus diesem Anwendungsbereich charakterisiert und bewertet.

## Einsatzbereiche und Verbreitung
Die Software wird hauptsächlich in der Automatisierungstechnik eingesetzt.
Typische Anwender sind Maschinenbauunternehmen, die Serien- oder Sondermaschinen herstellen. Ein besonderer Schwerpunkt liegt im Bereich der Verpackungstechnik und dort auch bei Anwendungen, wo eine Abnahme der amerikanischen FDA erforderlich ist.
VisiWin ist weltweit in Fertigungsanlagen vertreten, die Dinge herstellen wie Reifen, Zigaretten, Datenträger, Spritzgussteile, Spielzeug, Folien, Rohre, Medikamente, Lebensmittel, Verpackungen, Kfz-Teile, Textilien und so weiter.
Ein prominentes Beispiel ist der Einsatz von VisiWin im Connected HMI der Firma Krones AG, mit dem der Hersteller mehrere Designpreise gewonnen hat.
VisiWin ist außerdem bei drei Anbietern als OEM Produkt im Einsatz:
- Die Firma Lenze SE setzt sowohl den Vorgänger VisiWinNET[6] als auch die aktuelle Version mit Cross Platform Server und WebUI im neuen Lenze EASY UI Designer ein.[7]
- Die Firma KEBA liefert eine angepasste Version von VisiWinNET und VisiWin 7 unter dem Namen VisiWin for KeTop für seine KeTop Handbediengeräte.[8]
- Ein reines Softwareprodukt ist die Lösung SCADA V10 des Anbieters HST Systemtechnik, der sich auf Wasser- und Abwassertechnik spezialisiert hat. Dort dient VisiWin als Basis des Leitsystems für die Wasser- und Energiewirtschaft.[9]

## Systemaufbau
Wie die meisten Prozessvisualisierungspakete besteht VisiWin aus einer Design-Umgebung zur Entwicklung der Oberflächen und einer Laufzeitumgebung.
Das System ist für verteilte Anwendungen geeignet und besteht daher aus Server und Client.
Der Server liegt aktuell in einer Variante für Windows und einer für verschiedene Plattformen (u. a. auch für Linux) vor.
Die jeweiligen Clients stellen die Benutzerschnittstelle dar und sind sowohl als native Anwendung als auch als plattformunabhängige Webanwendung verfügbar. Die nativen Clients basieren auf dem .NET Framework und sind mit der Windows Presentation Foundation (Herstellerbezeichnung Modern UI) bzw. mit Windows Forms (Classic UI) implementiert. Die Webanwendung (Herstellerbezeichnung WebUI) basiert auf HTML5, JavaScript und CSS. Alle drei Typen von Clients sind in den jeweiligen Programmiersprachen frei programmierbar.

## Erstellen der Anwendungen
Die Entwicklungsumgebung von VisiWin ist sowohl als eigenständige IDE als auch integriert in Microsoft Visual Studio enthalten.
Dieses stellt eine Besonderheit dar, da die resultierenden Anwendungen beliebig individualisiert und außerdem zur Verbesserung der Effizienz und Qualität selbst erstellte, mehr oder weniger komplexe Module im Erstellungsprozess verwendet werden können. Diese Module werden von Softwareentwicklern auf Basis einer VisiWin-Programmierschnittstelle in Microsoft Visual Studio oder für die Web-Variante zum Beispiel Visual Studio Code erstellt. Unterstützte Programmiersprachen sind hauptsächlich C-Sharp und JavaScript.
Erstellen der Applikationen kann also wahlweise mit einem grafischen Editor nach WYSIWYG Prinzip und alternativ oder unterstützend in Umgebungen zur professionellen Softwareentwicklung erfolgen. Dadurch kann die Grundsatzentwicklung und das Erstellen der Applikationen von unterschiedlichen Personen durchgeführt werden.

## Plattformen
Die Serverseite von VisiWin läuft einerseits auf der klassischen Windows Plattform. Dazu gehört sowohl Windows als Desktop und als Server-Variante, aber natürlich auch Windows IoT Enterprise für industrielle Anwendungen.
Eine parallele Neuentwicklung des Servers basiert auf .NET Core und ist damit für mehrere Plattformen einsetzbar. Dazu gehört zum Beispiel die Integration in ein echtzeitfähiges Linux, das parallel eine Soft-SPS ausführt.
Auf der Clientseite nutzen die nativen Clients ebenfalls die klassische Windows Plattform und die Webanwendung setzt lediglich einen HTML5-fähigen Browser voraus.

## Konnektivität
Für die Ankopplung an die Steuerung der Maschine nutzen viele Anwendungen die zum Produkt gehörenden Kommunikationstreiber.
Alternativ zum Treiber und außerdem zur Weitergabe von Daten z. B. an ERP-Systeme wird der Industriestandard OPC UA unterstützt.
Für Kommunikation in Industrie 4.0 Szenarien, also zum Beispiel als Teilnehmer im IIoT wird die Software auch Schnittstellen zu den Protokollen AMQP und MQTT erhalten.

## Entstehung
Als Nachfolger des unter MS-DOS laufenden VisiPro wurde VisiWin erstmals 1995 vermarktet. Dieses System war unter Windows 3.1 lauffähig und bereits in Visual Basic der Version 3 integriert.
Eine erste 32-Bit-Version war ab 1996 mit Visual Basic 5 verfügbar.
Danach folgte 1998 VisiWinStudio, das erste mehrplatzfähige VisiWin.
Das klassische Visual Basic wurde ab 2002 durch Microsoft Visual Studio mit .NET-Technologie ersetzt.
Der Umstieg brachte auch den neuen Namen VisiWinNET. Seit 2003 gibt es diese Software am Markt.
Im Jahr 2005 wurde mit VisiWinNET 2005 nochmals eine neue Version vorgestellt. Sie basierte zunächst auf Visual Studio 2005 (und mittlerweile bis VS 2013) und dem .NET Framework.
Im Jahr 2010 kam schließlich eine erste Version von VisiWin 7 zu ausgewählten Kunden. Diese Version wurde in den vergangenen Jahren stark erweitert.

## Lizenzen
VisiWin ist ein kommerzielles Produkt. Laufzeit und Entwicklung sind kostenpflichtig.